# 辻岡正人
辻岡 正人（つじおか まさと、1979年9月3日 - ）は、日本の映画監督・俳優・歌手。大阪府豊中市出身。

## 概要
- 映画「バレット・バレエ」（1998年）で俳優デビュー。本作の塚本晋也監督に影響を受け、18歳で脚本、20歳で撮影、22歳で映画「ロスト・バイ・デッド」を完成。弱冠23歳で監督デビューということで「めざましテレビ」「やじうまプラス」などで話題となり、東京公開ではシネマ下北沢の1ヵ月のロードショーで劇場動員記録を更新。[1]
- 映画「DIVIDE」（2006年・監督）ではゆうばり国際ファンタスティック映画祭を皮切りに25ヶ国以上の海外映画祭に出品。トロントリールハート国際映画祭では日本人初の監督賞を受賞。ハンブルク国際映画祭では「Masato Tsujioka World」という特集上映が開催。この作品を映画祭で鑑賞した「パルプ・フィクション」のアマンダ・プラマーや「ポルターガイスト」のトビー・フーパーと親交を深め、ブログでも度々ツーショット写真で紹介していた。
- 映画「Dirty Heart」（2009年・監督）ではパッション屋良、猫ひろし、矢野マイケルを主演に監督することを発表。[2]
- 俳優としては「クローズZERO」出演以降は主演が立て続き、09年12月「日本映画を動かす100人」（日経エンタテインメント）に選出。主演俳優部門でも小栗旬・成宮寛貴と同列の29位に選出された。
- 映画「老獄/OLD PRISON」（2010年・監督）では主演の看護婦役に女子プロレスラーのアジャ・コングを抜擢したことで話題になり、初日舞台挨拶では共演者へプロレス技を掛けるなど大暴れ、テレビや新聞等で話題を集めた。[3][4][5]
- 同9月、兼ねてから噂に上がっていた、女優・遠山景織子との入籍説をブログで否定。[6]
- 映画「まだ、人間」（2012年・主演）の初日舞台挨拶では応援隊長として駆けつけた黒田勇樹が「辻岡さんとチューさせてください」と怪気炎をあげた。[7][8]
- 映画「BOLERO」（2012年・主演）ではゴールデン・グローブ賞で最多ノミネートとなった映画「アーティスト」に対抗する邦画サイレント映画として注目された。[9][10]
- 映画「くそガキの告白」（2012年・出演）（ゆうばり国際ファンタスティック映画祭史上初四冠受賞）の初日舞台挨拶では主演の今野浩喜（キングオブコメディ）と田代さやかのキスシーンについて「間近で（撮影を）見ていたんですけど、興奮しちゃいますね」と発言。[11][12][13][14]
- 映画「BLACK ROOM」（2014年・企画にプロデューサー、脚本、監督、編集、撮影、照明、美術、主演などを兼務）がカンヌ国際映画祭の監督週間部門のブッキング・ディレクターの目に留まり、第67回カンヌ国際映画祭のマルシュデュフィルム部門に出品されることが発表され「このままやっていても、作品は人の記憶に残らないかもしれない。それなら自分が心の底から作りたいものを、妥協せず作っていきたい」と発言。15年、自主制作映画ながらシネコン系メジャー映画館での全国公開が決定。東京初日舞台挨拶では「主人公が女性を監禁するという、逆パターンを経験したことがあった」と発言。翌日、東京スポーツ新聞で「監督が監禁されていた!?」との報道が波紋を呼び、5ちゃんねる掲示板などでも炎上した。関西でのプロモーションで「京阪神エルマガジン社」の取材で「実際は、束縛の強烈な相手に自由を奪われてしまい、映画として昇華させた結果、“監禁“という題材に発展した」と発言を修正。[15][16][17][18][19][20][21]
- 同4月、日本最大級のメールマガジン配信サービス「まぐまぐ！」にて「映画監督・辻岡正人の未経験者でもわかる映画の作り方」が連載開始。[22]
- 映画「生命の灯火」（2015年・監督）のクランクアップが発表。主演も自身が行い、ヒロインは松本莉緒が演じる。[23]
- 映画「仁光の受難」（2016年・主演）の第17回東京フィルメックスでの舞台挨拶では「普段モテない私が映画の中ではモテまくるという経験をしました。でも本当はモテないんです。はじめに謝っておきます！」と土下座のパフォーマンスで観客を笑わせた。本作では第35回バンクーバー国際映画祭（カナダ）でのワールドプレミアを皮切りに、第46回ロッテルダム国際映画祭（オランダ）、第21回釜山国際映画祭（韓国）などのレッドカーペットも登壇した。[24][25][26][27]

## 受賞
- 2000年 fine boys 「ビジュアル・ボーイ」（一般男性部門）グランプリ受賞
- 2006年 トロントリールハート国際映画祭監督賞受賞 / 審査員特別大賞受賞 - 「DIVIDE」（2005年）
- 2006年 ハンブルク日本映画祭観客賞受賞
- 2009年 日経エンタテインメント「日本映画を動かす100人」選出
- 2009年 日経エンタテインメント「邦画主演俳優ランキング29位」受賞
- 2011年 GREE「俳優・女優部門人気度ランキング1位」受賞
- 2012年 氷見絆国際映画祭優秀監督賞受賞 - 「JUDGMENT」（2011年）

## 監督作品
- ロスト・バイ・デッド（2003年08月30日公開）出演: 辻岡正人、大沢真一郎、吉家章人
- あさりどシアター（2004年04月30日公開）出演: あさりど 歌手: 久宝留理子 作曲: 都啓一（SOPHIA (バンド)）
- DIVIDE（2006年05月13日公開）出演: 倉貫まりこ、三城晃子、木下ほうか
- 辻岡正人の奇妙な劇場「地獄か天国HELL or HEAVEN」（2008年）オムニバス1&2話
- Dirty Heart（2009年11月28日公開）出演:パッション屋良、猫ひろし、矢野マイケル
- DRASTIC（2010年01月25日公開）出演: 辻岡正人、スヴェトラーナ・ベルグマン、キング・アイシャ
- 老獄/OLD PRISON（2012年02月04日公開）出演: アジャ・コング、忍成修吾、佐藤蛾次郎
- JUDGEMENT（2012年11月10日公開） 出演: 横川康次、堀越のり、ガッツ石松
- 裁きの悪（2014年03月04日公開) 出演: 井関友香、西村正和、志戸晴一
- BLACK ROOM（2015年09月12日公開）出演: 辻岡正人、夕樹ゆう、朝霧涼、手塚眞、団時朗
- 生命の灯火（2015年）出演: 辻岡正人、松本莉緒
- 棘なき薔薇（2016年12月10日公開）出演: 小林未来、櫻井しおり、西村正和
- きれいなノート（2017年03月14日公開）出演: 小林未来、永島美穂、伊藤愛莉
- 憑きもどり（2018年11月13日公開）原作: 明利英司　出演: 藤本結衣 (palet)、冨田樹梨亜 (アイドルカレッジ)、明日香
- だめんずうぉ〜か〜THE MOVIE パッション編（2018年09月28日公開）原作: 倉田真由美 出演: 紗綾、工藤晴香、江藤彩也香（元HKT48）
- だめんずうぉ〜か〜THE MOVIE コンヒュズ編（2019年04月02日公開）原作: 倉田真由美 出演: 加藤玲奈 (アイドル)、有村藍里、尾崎明日香

## 出演作品

### 映画
- 地獄（1999年11月20日公開）- 伊上 役
- バレット・バレエ（2000年03月11日公開）- 遊佐 役
- 腐った果実 (2000年03月24日公開) 主演 - タツヤ 役
- RESTA@RT（2000年04月12日公開) 主演 - ユースケ 役
- 自殺サークル（2002年03月09日公開） - 首謀者 役
- 破れた絵（2002年05月25日公開）- 矢吹康太 役
- 異形ノ恋（2002年08月24日公開）- サラリーマン 役
- 六月の蛇（2003年05月24日公開）- ストーカー 役
- ロスト・バイ・デッド（2003年08月30日公開）主演 - アキラ 役
- グシャノビンヅメ（2004年02月28日公開） 主演  - 宇都宮ノコッシュ 役
- 盲獣vs一寸法師（2004年03月13日公開）- 書生・山本 役
- Cracker Life（2004年）
- 記憶の庭（2004年）
- ヴィタール（2004年12月11日公開）- 医学生 役
- 呪蔵地帯（2005年01月10日公開）- ヒューマ 役
- 火火（2005年01月22日公開）- 救う会・親友 役
- ブラックキス（2006年01月28日公開）- ギャング 役
- HAZE（2006年03月04日公開）- 祈る人 役
- DIVIDE（2006年05月13日公開）- ストリートギャングのリーダー 役
- 葬儀屋月子（2007年05月23日公開）- 蘇生する幽霊 役
- 泳げない女（2007年07月21日公開）- 野口恒明 役
- クローズZERO（2007年10月27日公開）- ストリートギャングのリーダー 役
- Endless Love（2007年）
- 窓辺のほんきーとんく（2008年09月27日公開）主演  - 石井 役
- シルエット（2008年11月15日公開）主演  - オトコ 役
- 辻岡正人の奇妙な劇場「地獄か天国HELL or HEAVEN」（2008年）
- スリーデイボーイズ（2009年07月04日公開）- MC 役
- クジラ 極道の食卓〜第一巻（2009年02月14日公開）準主演 - 濁組組員 ナマ 役
- ガチバンシリーズ IV　最狂戦争（2009年07月17日公開）- 前澤浩人 役
- クジラ 極道の食卓〜第二巻（2009年09月25日公開）準主演 - 濁組組員 ナマ 役
- DRASTIC（2010年01月25日公開）主演  - 青年 役
- おやすみアンモナイト（2010年01月30日公開）主演 小日向登 役
- 沈黙の隣人（2010年05月09日公開）- ギャング 役
- SCARS（2010年）
- 一千億の孤独/KNIGHT（2010年）主演
- 鉄男 THE BULLET MAN（2010年05月22日公開）- ギャング 役
- 名前のない女たち（2010年09月04日公開）- 気鋭の映画監督 役
- ひんこねぇ（2010年09月10日公開）- 青年 役
- B-ON ビーオン 不良全滅編（2010年11月27日公開）準主演 - 修塾光栄高校2年トップ 赤石幻 役
- 今昔ヤンキー伝説 パンチ！（2010年12月24日公開）準主演 - ウメ 役
- 電話の向こう側（2012年01月25日公開）- ギャング 役
- BOLERO（2012年02月04日公開）主演 - オトコ 役
- 老獄/OLD PRISON（2012年02月04日公開）- 医者 役
- B-ON ビーオン 蘭城高校危機一髪篇（2012年02月25日公開）- 修塾光栄高校2年トップ 赤石幻 役
- まだ、人間（2012年05月26日公開）主演  - 達也 役
- くそガキの告白（2012年06月30日公開）準主演 - 映画監督 役
- 淡い夢（2013年）準主演
- 蒼い夕暮れ 遠くの空（2013年）
- 蟻が空を飛ぶ日（2013年03月09日公開）- 運び屋 役
- 神様、パン買って来い!（2013年06月05日公開）準主演 - 田部井 役
- ゾンビチャイルド（2013年08月02日公開）- シングルファザー 役
- 眠れる美女の限界（2014年03月15日公開）- 激しい客 役
- FAKACHIYUMU（2014年03月30日公開）準主演 - ハンター 役
- 小村は何故、真顔で涙を流したのか?（2014年06月15日公開）- 居酒屋店長 役
- Phantom（2014年08月26日公開）主演 - 青年 役 （Masato TSUJIOKA名義）フランスデビュー作品
- 水溜まりの二人（2014年12月05日公開）- 友達 役
- シナモンの最初の魔法（2015年06月19日公開）主演  - 川北龍成 役
- 野火（2015年07月25日公開）- マラリア兵 役
- BLACK ROOM（2015年09月12日公開）主演 - 毬乙 役
- SLUM-POLIS（2015年09月26日公開）- 殺し屋 役
- 狂恋（2015年11月14日公開）主演  - 浅井拓磨 役
- 生命の灯火（2005年）主演
- スターチャイルド（2016年04月03日公開）- カップル男性 役
- マザーレイク（2016年06月04日公開）- 辻出順一 役
- 奇想天外 心霊動画（2016年08月02日公開）主演 - ナビゲーター 役
- 仁光の受難（2017年09月23日公開）主演  - 仁光 役
- 斬、（2018年11月24日公開）- 殺し屋 役
- だめんずうぉ〜か〜THE MOVIE コンヒュズ編（2019年04月02日公開）- ダメ男 役
- 虹色の朝が来るまで（2019年11月20日公開）- ナンパ師 役

### オリジナルビデオ
- Spit & Yell（2005年07月06日発売、RIZEアルバム）準主演 - 掃除屋 役
- 実説・沖縄ヤクザ抗争録 いくさ世アシバー上原勇一（2009年03月25日発売）- 上原一家組員 山本勝則 役
- 実録・侠魂（2011年07月22日発売）準主演  - 黒田組組員 大前太 役
- 殺人者 -KILLER-（2013年05月02日発売）主演 - 殺し屋 役
- Road to The Independent King（2013年12月04日発売、AK-69アルバム）準主演  - ストリートギャングのリーダー 役
- 私の体験した心霊記録3（2015年12月25日発売）主演 - ナビゲーター 役
- 心霊写真と心霊映像01巻〜13巻（2015年07月〜16年07月発売）- ナレーション
- 超!! 怖い心霊ビデオ21巻〜24巻（2016年08〜11月発売）- ナレーション
- 心霊写真と心霊映像 - ベストセレクション1（2016年11月04日発売）- ナレーション
- 心霊写真と心霊映像 - ベストセレクション2（2017年03月03日発売）- ナレーション
- 実録!! ほんとにあった恐怖の投稿映像36巻〜40巻（2016年11月〜17年03月発売）- ナレーション
- 実録!! ほんとにあった恐怖の投稿映像スペシャル3章（2017年12月02日発売） 主演 - ナビゲーター 役
- 実録!! ほんとにあった恐怖の投稿映像スペシャル4章（2018年01月06日発売） 主演 - ナビゲーター 役
- 豊中三中創設期の記憶（2018年05月22日発売）- 母校での講演会模様

### テレビドラマ
- RITUAL（2000年）準主演
- サラリーマン金太郎（2008年、テレビ朝日）- 第3・4・5話ゲスト
- BOSS（2009年、フジテレビ）- 第3話ゲスト
- 仮面ライダーW 復讐のV / 感染車 第11話（2009年11月22日、テレビ朝日）- 依頼人 青木則之 役
- 仮面ライダーW 復讐のV / 怨念獣 第12話（2009年11月29日、テレビ朝日）- 依頼人 青木則之 役
- 極上美の饗宴（2012年05月16日、NHK BSプレミアム）- 鈴木孫一 役
- オンナミチ（2015年08月04日、NHK BSプレミアム）- カメラマン 役
- センチネル／THE PILOT （2018年12月28日、チバテレビ）- 宇都宮 役
- センチネル2.5（2020年12月27日、チバテレビ）- 拓也 役
- センチネルS前編（2021年12月28日、チバテレビ）- 拓也 役
- センチネルS後編（2021年12月29日、チバテレビ）- 拓也 役

### テレビ
- めざましテレビ（2003年08月、フジテレビ）- 監督作品
- やじうまプラス（2003年08月、テレビ朝日）- 監督作品
- ルー大柴のベッドインジャーナル（2006年04月15日、テレビ東京）- 対談
- 総力報道!THE NEWS（2009年09月15日、TBS）- 田中美絵子についてコメント
- BIG FISH TV（2011年09月10日、宮城テレビ）- 対談
- 有吉反省会（2013年05月26日、日本テレビ）- 監督写真
- 月曜から夜ふかし（2015年06月29日、日本テレビ）- 監督作品
- プッシュ！（2015年10月03日、宮城テレビ）- 対談
- ジェイコムアワー～街ネタ天国～（2015年09月26日、豊中テレビ）- 監督特集
- やっぱ地元っShow（2015年09月26日、豊中テレビ）- 監督特集
- 語らいプラザ（2015年09月26日、豊中テレビ）- 監督特集
- マヨなか笑人（2015年11月27日・16年03月11日、読売テレビ）- 監督作品
- スッキリ（2016年02月05日、日本テレビ）- 監督作品
- ヨソで言わんとい亭（2016年06月02日、テレビ東京）- 監督作品
- おはよう日本（2017年11月28日、NHK）
- ダイヤモンド☆コレクション（2017年12月25日、チバテレビ）- 対談
- マスター☆コレクション（2017年04月〜18年06月、チバテレビ）- フリートーク
- わけもん!GT（2023年07月12日、宮崎放送）- 監督作品

### ラジオ
- Love and peace（2003年08月20日、TOKYO FM）- ゲスト
- がんばれインディーズ（2003年11月24日、葛飾FM）- ゲスト
- 辻岡正人の若者メール相談室（2008年02〜09月、川崎FM）- パーソナリティ
- BIG FISH FACTORY（2011年08月22日、FMいずみ・ラジオ石巻・Mot.Comもとみや・FM AZUR・FM会津）- ゲスト
- はるちゃんのDOKIDOKIちっぷす☆れでぃお（2011年08月25日、レインボータウンFM）- ゲスト
- mimikaのものっそラジオ（2011年09月04日、FM出雲・FM太郎・FM但馬・FM高松）- ゲスト
- チャンピオン池田光正のイケイケ・トーク（2011年02月23日、川崎FM）- ゲスト
- 辻岡正人の爆裂クレイジーナイト!! （2012年01〜08月、京都三条ラジオカフェ）- パーソナリティ
- シネマフライデー（2014年06月13日、レインボータウンFM）- ゲスト
- アトレクタイム・元気UP↑ラジオ（2015年02月01・08日、調布FM）- ゲスト
- 今夜はカプリッチョーソ（2015年02月19日・03月24日、調布FM）- ゲスト
- RADIO HAAFUU（2015年09月26日、ウメダFM）- ゲスト
- 笑福亭瓶太・奈緒子のおしゃべりワールド（2015年09月26日、FMaiai）- ゲスト
- MUSIC どらごん（2015年09月27日、FMaiai）- ゲスト
- 天水春伽の30分ちょっと聞いて（2015年10月01・08・15・22・29日、FMちゃお）- ゲスト
- まいど!!あまがさき☆（2015年10月01日、FM尼崎）- ゲスト
- 快傑！なんじゃそら研究会（2015年07月06日、11月23日、調布FM）- ゲスト
- INTERVIEW WITH YOU！（2015年11月25日、FM橋本）- ゲスト
- ネジクリマップ（2015年12月20日、調布FM）- ゲスト
- スマイルカフェ（2016年02月09・11日、調布FM）- ゲスト
- あしたラジオ！（2016年04月20日、ラジオ日本）- ゲスト
- 三橋加奈子のSaturday Bell（2017年06月03日、FM浦安）- ゲスト
- 陣太郎ボイス（2017年06月03日、FMなんじょう）- ゲスト
- 三橋加奈子のSaturday Bell（2017年12月23日、市川うららFM）- ゲスト

### 原案
- 映画「SHINE 映画監督 辻岡正人の青春暴走活劇」（2012年04月25日公開）主演：黒田耕平、齋藤ヤスカ、村井美樹

### 連載
- 映画監督・辻岡正人の未経験者でもわかる映画の作り方（2015年04月〜16年03月、株式会社まぐまぐ）

## ディスコグラフィ

### CDシングル
| 枚  | リリース日     | タイトル     | 最高順位 | 曲目                                                        | 規格   | 番号     | 販売                           |
| --- | -------------- | ------------ | -------- | ----------------------------------------------------------- | ------ | -------- | ------------------------------ |
| 1st | 2010年04月10日 | BOLERO       | 197位    | 1.Good Bye 2.Love is 他カラオケ付き                         | 12cmCD | TAM-0001 | エートゥーナンバーレコード     |
| 2nd | 2011年09月10日 | DISTANCE     | 158位    | 1.DISTANCE 2.if... 他カラオケ付き                           | 12cmCD | TAM-0002 | アメイジング D.C.              |
| 3rd | 2012年03月25日 | ガラスケース | 072位    | 1.ガラスケース 2.漣/さざなみ 他カラオケ付き                 | 12cmCD | TAM-0003 | ダイキサウンド、アートユニオン |
| 4th | 2012年05月25日 | CLOSE HEART  | 圏外     | 1.CLOSE HEART 2.BEAUTIFUL LIAR 3.カナリクラタ、他カラオケ付 | 12cmCD | TAM-0004 | タワーレコード                 |